# Cmentarz turecki w Marsie
Turecki cmentarz wojskowy (malt. Iċ-Ċimiterju tat-Torok; tur. Türk Şehitliği), znany również jako Osmański cmentarz wojskowy (tur. Osmanli Şehitliği) – cmentarz w Marsie na Malcie. Został zbudowany w latach 1873–1874 na zlecenie osmańskiego sułtana Abdülaziza w celu zastąpienia wcześniejszego cmentarza muzułmańskiego. Cmentarz został zaprojektowany przez maltańskiego architekta Emanuele’a Luigiego Galizię i zbudowany w egzotycznym stylu orientalistycznym. Cmentarz utrzymuje rząd turecki. Pierwotnie cmentarz był określany jako Mahomedan Cemetery (!), na przykład w dokumentach, a także w Turcji jako Martyrs’ Cemetery (Cmentarz Męczenników), na przykład na historycznym obrazie.

## Historia

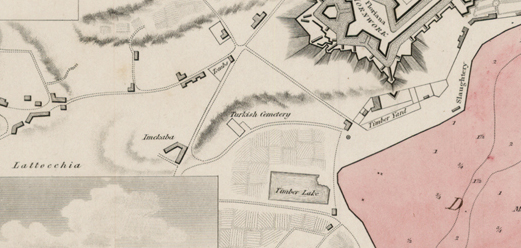
Turecki cmentarz na Spencer Hill („Via della Croce”), Marsa / Hamrun (1675–1865)

Od XVI wieku wiele muzułmańskich cmentarzy znajdowało się w różnych miejscach wokół Marsy. Na cmentarzu w il-Menqa znajdowały groby żołnierzy osmańskich zabitych w Wielkim Oblężeniu Malty w 1565, a także niewolników, którzy zmarli na Malcie. Cmentarz ten został zastąpiony w 1675, po zbudowaniu Floriana Lines innym, w pobliżu Spencer Hill („Via della Croce”). Uważa się, że ludzkie szczątki pochodzące z jednego z tych cmentarzy odkryto podczas robót drogowych w 2012. XVII-wieczny cmentarz musiał zostać przeniesiony w 1865, aby zrobić miejsce dla planowanych robót drogowych, z jednym nagrobkiem z 1817 zachowanym w Muzeum Archeologicznym w Valletcie. Pozostałości cmentarza wraz z fundamentami meczetu oraz pozostałości z jeszcze starszego okresu rzymskiego znajdują się w Marsie, 13 Triq Dicembru.

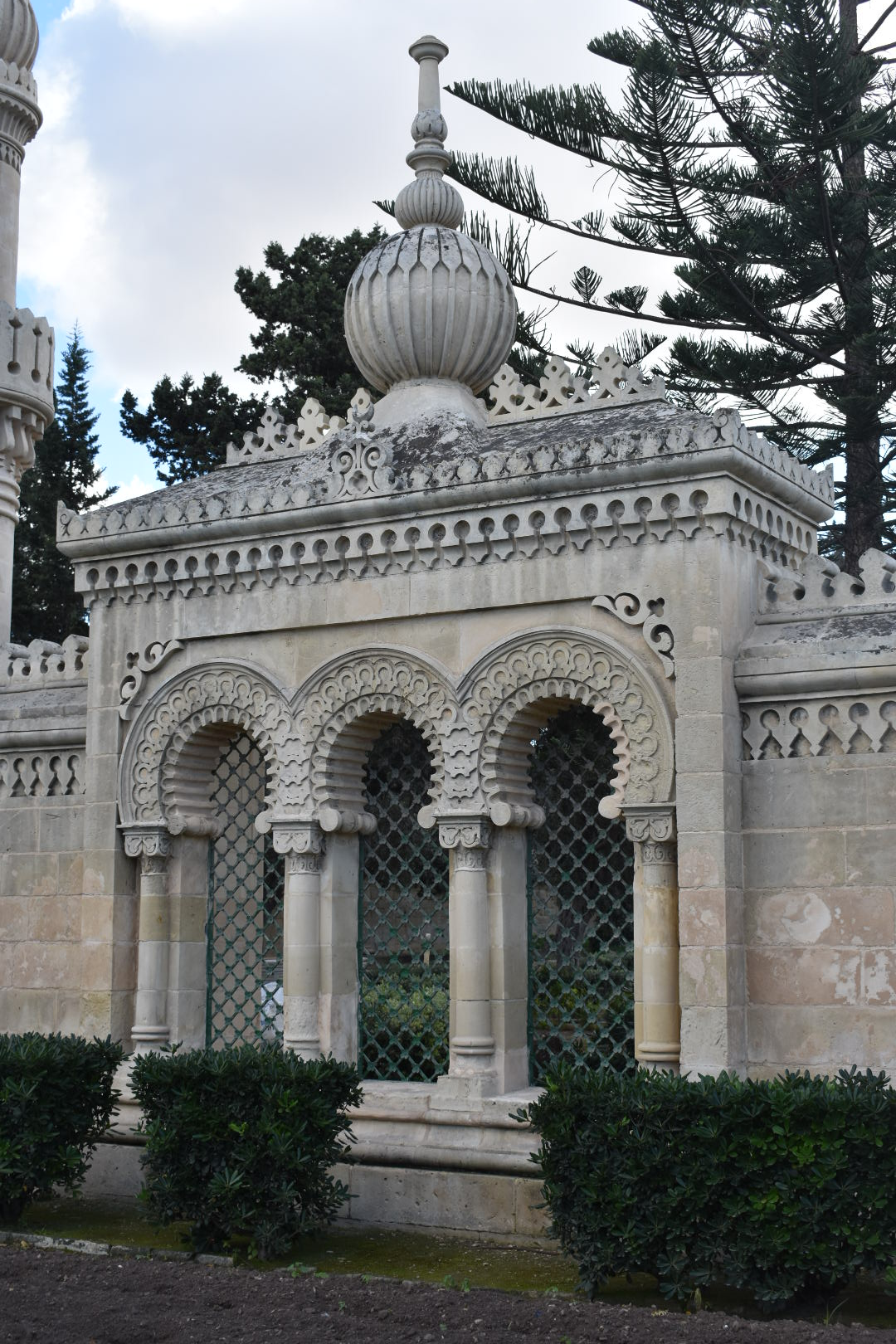
Skomplikowane detale geometryczne

W 1871 na nową lokalizację wybrano kawałek terenu w rejonie Marsy – „Ta’ Sammat”. Nowy cmentarz powstał na zamówienie sułtana osmańskiego Abdülaziza, i został zbudowany w latach 1873–1874. Budowa trwała ponad sześć miesięcy. Cmentarz został zaprojektowany przez maltańskiego architekta Emanuele’a Luigiego Galizię, który był projektantem wielu innych budynków w różnych kontrastujących stylach, łącznie z różnowyznaniowym cmentarzem Ta’ Braxia i katolickim cmentarzem Addolorata. Wykonanie i odbiór tego ostatniego były istotne dla wybrania Galizii na architekta tureckiego cmentarza wojskowego. Projekt tego ostatniego był wówczas wyjątkowy w architekturze maltańskiej. Za tę pracę Galizia otrzymał od osmańskiego sułtana order Medżydów, i tym samym został mianowany Rycerzem tego orderu. Pod koniec XIX wieku cmentarz stał się sam w sobie punktem orientacyjnym ze względu na swoją malowniczą architekturę. Na przełomie XIX i XX wieku wprowadzono w celach sanitarnych obowiązek uzyskiwania zezwolenia Departamentu Zdrowia na każdy pochówek na cmentarzu.
Ze względu na brak meczetu w tym czasie, do czasu budowy meczetu w Paoli cmentarz był zwykle używany do piątkowych modlitw. Mały meczet na cmentarzu miał służyć do modlitw podczas okazjonalnych ceremonii pogrzebowych, ale budynek i dziedziniec cmentarza były często używane jako jedyne publiczne miejsce modlitwy dla muzułmanów aż do wczesnych lat siedemdziesiątych XX wieku. Meczet o odpowiedniej wielkości został zaprojektowany przez architekta Galizię, ale projekt został porzucony. Plany dostępne w tureckich archiwach w Stambule są zatytułowane „Progetto di una moschea – Cimitero Musulmano” (Projekt meczetu – cmentarz muzułmański). Możliwym powodem wstrzymania projektu była sytuacja gospodarcza i upadek polityczny Imperium Osmańskiego. Miejsce stało się ostatecznie za małe dla rosnącej społeczności muzułmańskiej.
W bezpośrednim sąsiedztwie cmentarza tureckiego powstał w 1879 cmentarz żydowski. Zaprojektował go angielski architekt Webster Paulson w stylu neoklasyczny. Wicegubernator sir Harry Luke, być może nieświadomy tego, że Turcy nie są Arabami, później stwierdził, że obszar ten jest jedynym miejscem na świecie, gdzie Arabowie i Żydzi leżą w pokoju.

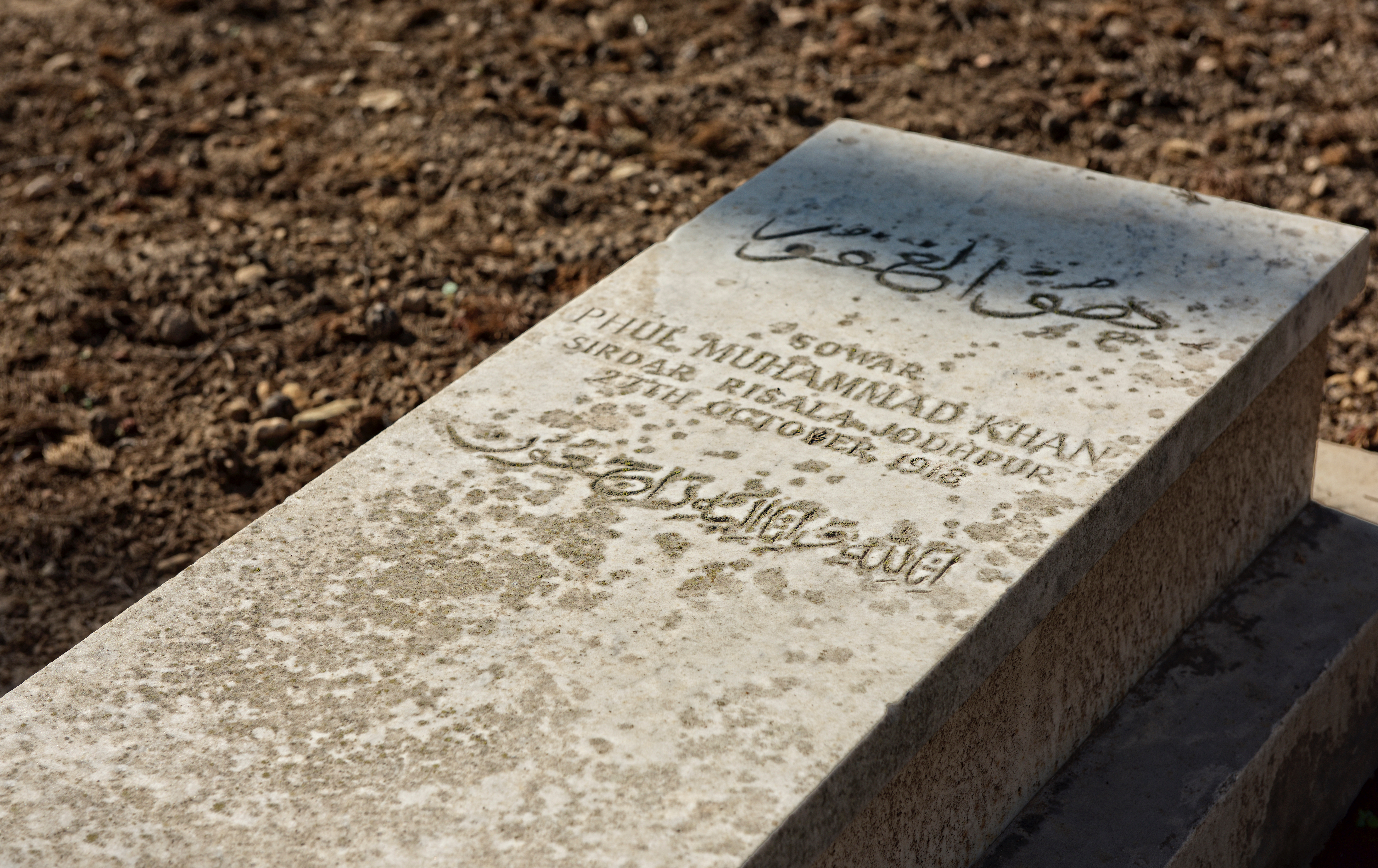
Nagrobek z okresu I wojny światowej

Ciała 23 marokańskich pasażerów wydobytych z SS „Sardinia” w 1908 zostały pochowane na tureckim cmentarzu wojskowym. Pasażerowie byli w drodze do Mekki na pielgrzymkę Hadżdż, kiedy statek stanął w płomieniach, które zabiły co najmniej 118 osób. Podczas I wojny światowej na cmentarzu zostali pochowani niektórzy tureccy jeńcy wojenni, zmarli na Malcie. Cmentarz był odnawiany od marca 1919 do października 1920, kiedy to również postawiono pomnik upamiętniający jeńców wojennych zmarłych podczas I wojny światowej na Malcie, oraz zbudowano wspaniałą fontannę. Projekt wykonał osmański oficer Kuşcubaşı Eşref Bey. Na cmentarzu znajdują się również groby muzułmańskich żołnierzy z krajów Wspólnoty Narodów (siedem z pierwszej i cztery z II wojny światowej), a także piętnastu żołnierzy francuskich. Groby wojenne Wspólnoty i Francji są pod opieką Komisji Grobów Wojennych Wspólnoty Narodów.

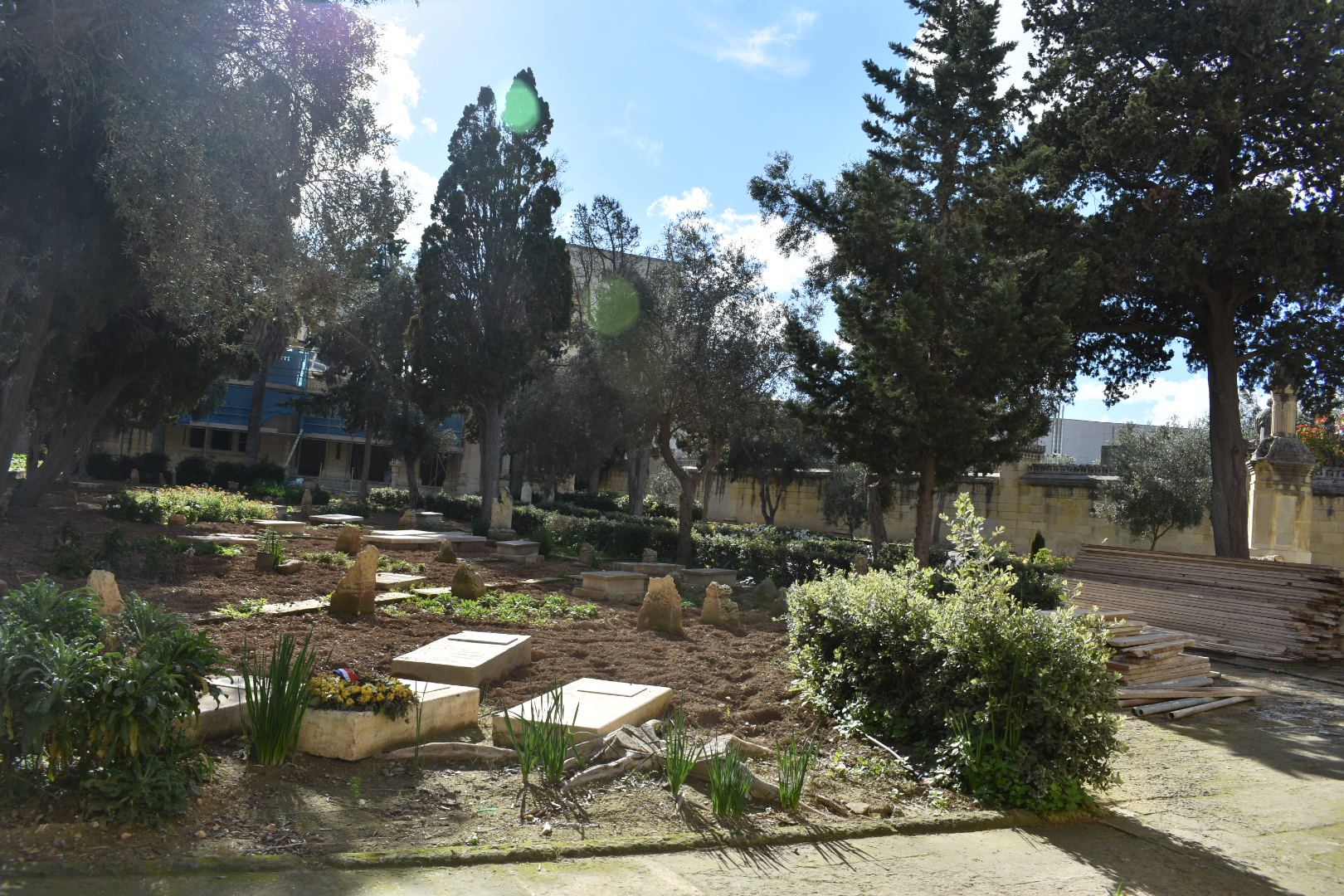
Wewnątrz cmentarza

Cmentarz ewidentnie nie był konserwowany, a jego niszczenie zaobserwowano na początku 2002. Później popadł w ruinę po tym, jak w 2006 nowy muzułmański cmentarz został otwarty w pobliżu meczetu Mariam Al-Batool w Paoli. Pogorszenie nastąpiło, ponieważ obszar jest podatny na zalewanie wodami opadowymi, z powodu zanieczyszczenia, ponieważ teren znajduje się w pobliżu głównych dróg i z powodu czynników naturalnych, takich jak np. uderzenia pioruna, które uszkodziło niektóre detale architektoniczne. Dalsze szkody zostały spowodowane przez wypadki samochodowe. Rozpoczęta w 2015 odnowa cmentarza jest sponsorowana przez rząd turecki.
W lipcu 2016 złożony został wniosek dotyczący planowanej obok cmentarza stacji paliw i, gdyby zapadła korzystna decyzja, mógł to być „pochówek” samej architektury cmentarza. Zgłoszeniu, które przedstawiła firma Cassar Fuel, sprzeciwił się rząd turecki i kilka maltańskich podmiotów. W sierpniu 2019 do organu planistycznego wpłynął kolejny wniosek o zagospodarowanie terenu w tym samym miejscu, dotyczący garażu przemysłowego, który to wniosek spotkał się ze sprzeciwem Rady Lokalnej Marsy i przedstawicieli rządu tureckiego. W listopadzie 2019 wnioskodawca wycofał proponowaną ofertę. Fondazzjoni Wirt Artna zasugerowała, aby całkowicie oczyścić pobliski zrujnowany budynek, i zamiast nowej działalności komercyjnej obszar ten można przekształcić w zagospodarowaną otwartą przestrzeń, tak jak początkowo było planowane.
Obecnie cmentarz podlega władzom tureckim i jest wpisany na listę zabytków klasy 1. Zazwyczaj jest niedostępny dla publiczności i trzeba najpierw skontaktować się z ambasadą Turcji, aby umówić się na wizytę. W 2012 cmentarz odwiedził turecki minister rolnictwa i gospodarki leśnej Mehmet Mehdi Eker, zaś w 2017 – premier Binali Yıldırım.

## Architektura

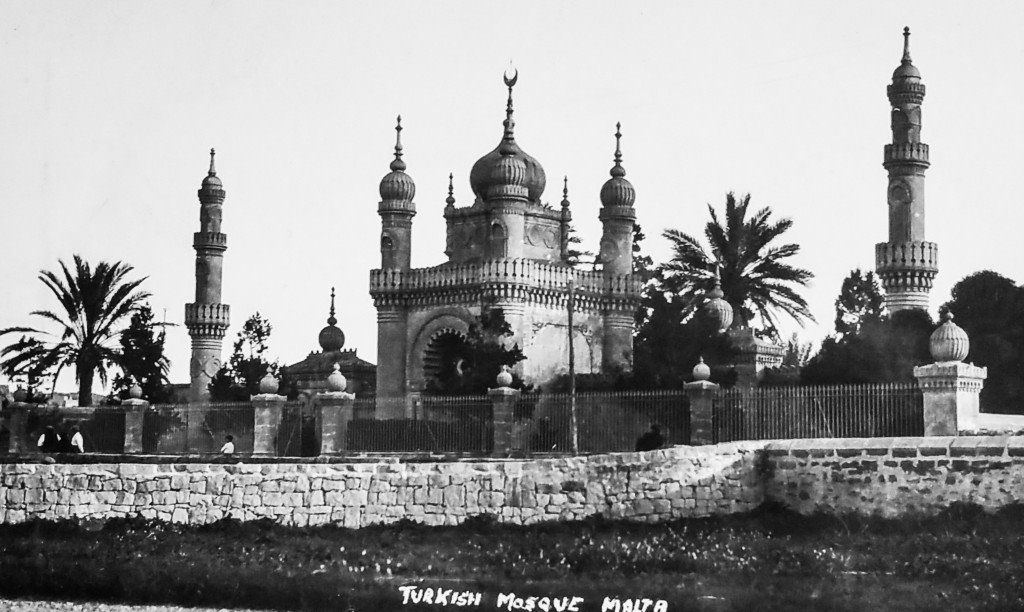
Zdjęcie przedstawia cmentarz z przełomu XIX i XX wieku

Turecki cmentarz wojskowy został zaprojektowany w ekstrawaganckim, eklektycznym i egzotycznym stylu związanym z orientalizmem i romantyzmem. Royal Pavilion w Brighton, autorstwa Johna Nasha prawdopodobnie służył Galizii jako źródło inspiracji. Pisarz i artysta Terrance Mikail Patrick Duggan nazwał cmentarz „osmańskim Tadż Mahal” i określił go jako najmniej znany, a z pewnością dziś najważniejszy zachowany budynek osmański z XIX wieku, który powstał poza granicami sułtanatu osmańskiego.
Cmentarz jest zbudowany z maltańskiego wapienia, a niektóre elementy kamieniarskie zawierają misternie rzeźbione wzory geometryczne. Ma prostokątny plan, a otoczony murem dziedziniec zawiera w sobie strukturę podobną do minaretu. Wejście prowadzi przez centralną budowlę z kopuła w kształcie cebuli i cztery minarety. Wszystkie minarety są zwieńczona proporcjonalnymi kopułami wapiennymi.
Bez wyjątku wszyscy pochowani na cmentarzu mają być przed śmiercią uznani za wyznawców islamu. Znaczniki grobów na cmentarzu są zorientowane tak, że są skierowane w stronę Mekki. XIX-wieczne i wczesne XX-wieczne grobowce są opatrzone starą turecką inskrypcją wykonaną arabską kaligrafią. Osoby pochowane na cmentarzu pochodzą z różnych krajów, w tym z Turcji, Algierii, Egiptu, Polinezji Francuskiej, Libii, Indii, Indonezji, Maroka, Mjanmy i Somalii. Podczas gdy sułtan osmański był muzułmaninem, jego doradcą, który zarządzał realizacją projektu był Żyd (Naoum Duhany Efeendy), zaś architektem rzymski katolik. Upamiętniający to marmur z francuskim napisem znajduje się na cmentarzu.
Napis brzmi:

ALORS – QUE – LE – SOLEIL – SERA – COURBÉ

ET – LES – ÉTOILES – TOMBERONT

DES – TOMBEAUX – SCELLÉS – PAR – LA – MORT

SERONT – BOULEVERSÉS

ET – DE – CE – LIT – DE – POUSSIÈRE

EVEILLÉS – DU – SOMMEIL

SORTIRONT – ROYONNANTS

LES – ENFANTS – DE – LA – FOI – ET – DE – LA – PRIÈRE

_______

DIEU – N’EST – IL – PAS – ASSEZ – PUISSANT

POUR – FAIRE – REVIVRE – LES – MORTS

_______

ÉRIGÉ – EN – L’ANNÉE – DE – L’HÉGIRE – 1290

SOUS – LE – RÈGNE – DE – SA – MAJESTÈ – IMPÉRIAL

ABDUL – AZIZ – KHAN

EMPEREUR – DES – OTTOMANS

NAOUM – DUHANY- EFEENDY

SON – CONSUL – GÉNÉRAL – À – MALTE

_______

E. L. GALIZIA – ARCHITEKT

(co znaczy: Gdy zajdzie słońce i gwiazdy spadną, groby zapieczętowane śmiercią zostaną poruszone i z tego łoża prochu obudzone ze snu wyłonią się promienne dzieci wiary i modlitwy. / Czy Bóg nie jest wystarczająco potężny, aby ożywić zmarłych? / Wzniesiono w 1290 roku Hidżry za panowania Jego Cesarskiej Mości Abdula Aziza Chana, cesarza osmańskiego. / Naoum Duhany Efeendy – jego konsul generalny na Malcie. / E. L. Galizia – architekt)
Zdjęcie cmentarza pojawiło się na oficjalnej pocztówce maltańskiej.